# El olivo
El olivo és una pel·lícula espanyola de l'any 2016, dirigida per Icíar Bollaín i protagonitzada per Anna Castillo, Javier Gutiérrez i Pep Ambròs. Fou nominada com una de les tres pel·lícules que podrien representar a Espanya a l'Oscar a la millor pel·lícula de parla no anglesa als Premis Oscar de 2016, però finalment no fou seleccionada.

## Argument
Alma té 20 anys i adora al seu avi, un home que porta anys sense parlar. Quan l'ancià es nega també a menjar, la noia decideix recuperar l'arbre mil·lenari que la família va vendre contra la seva voluntat. Però per a això, necessita comptar amb l'ajuda del seu oncle, una víctima de la crisi, del seu amic Rafa i de tot el poble. El problema és saber en quin lloc d'Europa està l'olivera.

## Rodatge
La pel·lícula El olivo va ser rodada entre els mesos de maig i juny de 2015. La cinta, amb guió de Paul Laverty, parella de la directora, es va rodar en diverses poblacions de les comarques del Baix i de l'Alt Maestrat, principalment a Sant Mateu. La productora va contractar per al rodatge a nombrosos extres de la comarca. Precisament entre els veïns de Sant Mateu va trobar també a l'avi que coprotagonitza la cinta, Manuel Cucala. Per a finalitzar, es va rodar també en Düsseldorf (Alemanya).
El 20 d'abril de 2016 es va estrenar la pel·lícula en la plaça major de la localitat de Sant Mateu (Baix Maestrat).
La pel·lícula està produïda per Juan Gordon de Morena Films, en coproducció amb The Match Factory Productions (Alemanya), amb un pressupost de 4.200.000 euros. El olivo compta amb la participació de TVE i Movistar+ i va ser distribuïda a Espanya per eOne Films.

## Repartiment
- Anna Castillo: Alma Cucala
- Javier Gutiérrez: Alcachofa, oncle d'Alma
- Pep Ambròs: Rafa, xicot d'Alma
- Manuel Cucala: Ramón, avi d'Alma
- Miguel Ángel Aladrén: Luis, padre d'Alma
- Carme Pla: Vanessa, parella d'Alcachofa
- Inés Ruiz: Alma Cucala (8 anys)
- María Romero: Wiki, amiga d'Alma
- Paula Usero: Adeile, amiga d'Alma
- Paco Manzanedo: Nelson, cap de Rafa
- Ana Isabel Mena: Sole, espanyola resident s Düsseldorf
- Janina Agnes Schröder: Sophie, companya de pis de Sole
- Pia Stutzenstein: Kristin, companya de pis de Sole
- Juan Manuel Lara: Amo del viver
- Cristina Blanco: Germana de l'amo del viver
- Nikolai Will: Vigilant de seguretat de RRR Energy International

## Premis i nominacions
XXXI Premis Goya
| Categoria                   | Nominats         | Resultat   |
| --------------------------- | ---------------- | ---------- |
| Millor actriu revelació     | Anna Castillo    | Guanyadora |
| Millor actor de repartiment | Javier Gutiérrez | Nominat    |
| Millor música original      | Pascal Gaigne    | Nominat    |
| Millor guió original        | Paul Laverty     | Nominat    |

72a edició de les Medalles del Cercle d'Escriptors Cinematogràfics
| Categoria               | Nominats         | Resultat   |
| ----------------------- | ---------------- | ---------- |
| Millor pel·lícula       |                  | Nominada   |
| Millor director         | Icíar Bollaín    | Nominada   |
| Millor actor secundari  | Javier Gutiérrez | Nominat    |
| Millor guió original    | Paul Laverty     | Nominat    |
| Millor actriu revelació | Anna Castillo    | Guanyadora |